# Улица Маяковского (Казань)
Улица Маяковского (тат. Маяковский урамы, Mayakovski uramı) — улица в историческом центре Казани. Названа в честь поэта Владимира Маяковского.

## География
Начинается от улицы Ульянова-Ленина и далее пересекает Катановский переулок, улицы Бутлерова и Некрасова и заканчивается пересечением с улицей Щапова, после чего продолжается как улица Гоголя.

## История
Улица возникла на территории Горшечной слободы, возникшей примерно в XVIII веке; отсюда и её первое название — Поперечно-Горшечная улица. К концу XIX века правая сторона улицы до пересечения с Ново-Горшечной и левая сторона улицы до пересечения с Собачьим переулком относились к 4-й полицейской части, оставшаяся часть улицы — к 3-й полицейской части.
В 1914 году Поперечно-Горшечная улица постановлением Казанской городской думы была присоединена к улице Гоголя, однако фактически присоединение не состоялось.
Во второй половине 1920-х годов после переименования других двух «горшечных» улиц, первая часть названия улицы была отброшена.
В 1930-е годы улица была переименована в честь поэта Владимира Маяковского, трижды (в 1914, 1927 и 1928 годах) посещавшего Казань.
В первые годы советской власти административно относилась к 3-й и 4-й частям города; после введения в городе административных районов относилась к Бауманскому (до 1935), Молотовскому (с 1957 года Советскому, 1935–1973) и Вахитовскому (с 1973 года) районам.

## Примечательные объекты
- № 1/49 — дом для работников Татарского обкома КПСС. Здесь проживали заслуженный работник культуры РСФСР Рашит Закиев[тат.], 3-й секретарь Татарского обкома КПСС Ахметзян Булатов[тат.], первый секретарь Казанского горкома КПСС Марс Рамеев, заместитель председатель СМ ТАССР Владимир Новолаев, партийный и государственный деятель Фарит Багаутдинов, директор завода «Полимерфото» Виль Дияров, начальник Главного архивного управления при КМ РТ Дамир Шарафутдинов и другие[17].
- № 2/57 — дом для научных работников; в этом доме проживали заслуженный деятель науки ТАССР и РСФСР Яхъя Абдулин, вирусолог Гиффэт Гильманова, академик АН РТ Абрар Каримуллин, историк Мидхат Мухарямов, и другие[17].
- № 3 — дом для работников Татарского обкома КПСС. Здесь проживали директор ИОФХ им. А. Е. Арбузова Александр Коновалов, председатель Президиума ВС Татарской АССР Шамиль Мустаев, заместитель председатель СМ ТАССР Юнус Валеев[тат.], министр культуры ТАССР Ильтазар Алеев, министр лесного хозяйства ТАССР Александр Гуляев[тат.], председатель Верховного Суда ТАССР Садыя Беглова, министр топливной промышленности ТАССР Муллый Ганеев, предеседатель Бауманского райисполкома Наиль Нугуманов, начальник Статистического управления ТАССР Геннадий Майоров[17][18].
- № 9/8 — дом, в котором жили композитор Фарит Яруллин и учёный Александр Арбузов.[19]
- № 11/15 — общежитие Казанского медицинского института (1933—1937 годы, архитектор Николай Баталов).[20] Во время Великой Отечественной войны в здании располагался эвакуационный госпиталь № 1673.[21]
- № 13/34 — в этом доме в конце 1950-х — 1960-х годах находился Советский райисполком.[22]
- № 19 — жилой дом МВД Татарской АССР.[23]
- № 20 — дом, в котором жил акушер-гинеколог Викторин Груздев[24].
- № 23а — жилой дом Казанской железной дороги (архитектор Ахмет Субаев)[25][26]. Здесь проживали писатели Абдурахман Абсалямов и Фатих Хусни[17][27].
- № 28 — жилой дом МГБ (1953 год, архитекторы Павел Саначин и Георгий Солдатов[тат.])[25].
- № 29а — жилой дом Казэнерго (ТЭЦ-1).[28][29][26]

## Транспорт
Общественный транспорт по улице не ходит; ближайшие автобусные и троллейбусные остановки находятся на улице Бутлерова. До 2011 года ближайшим остановочным пунктом трамвая была остановка «Муштари» (бывшая «Комлева») на пересекающей улицу Маяковского улице Бутлерова; на ней останавливались трамваи второго маршрута.

## Галерея

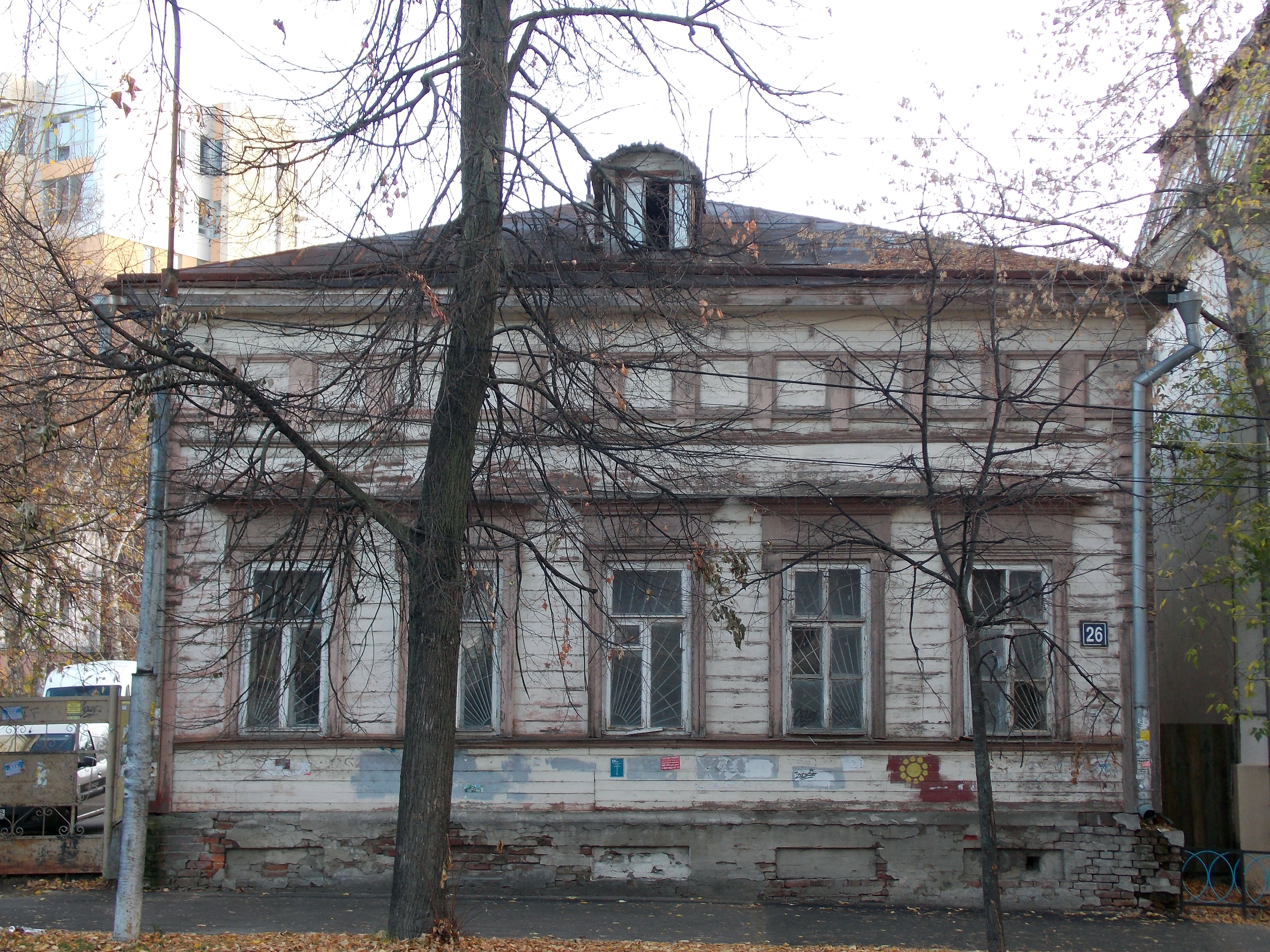
дом Сомова (№ 26)
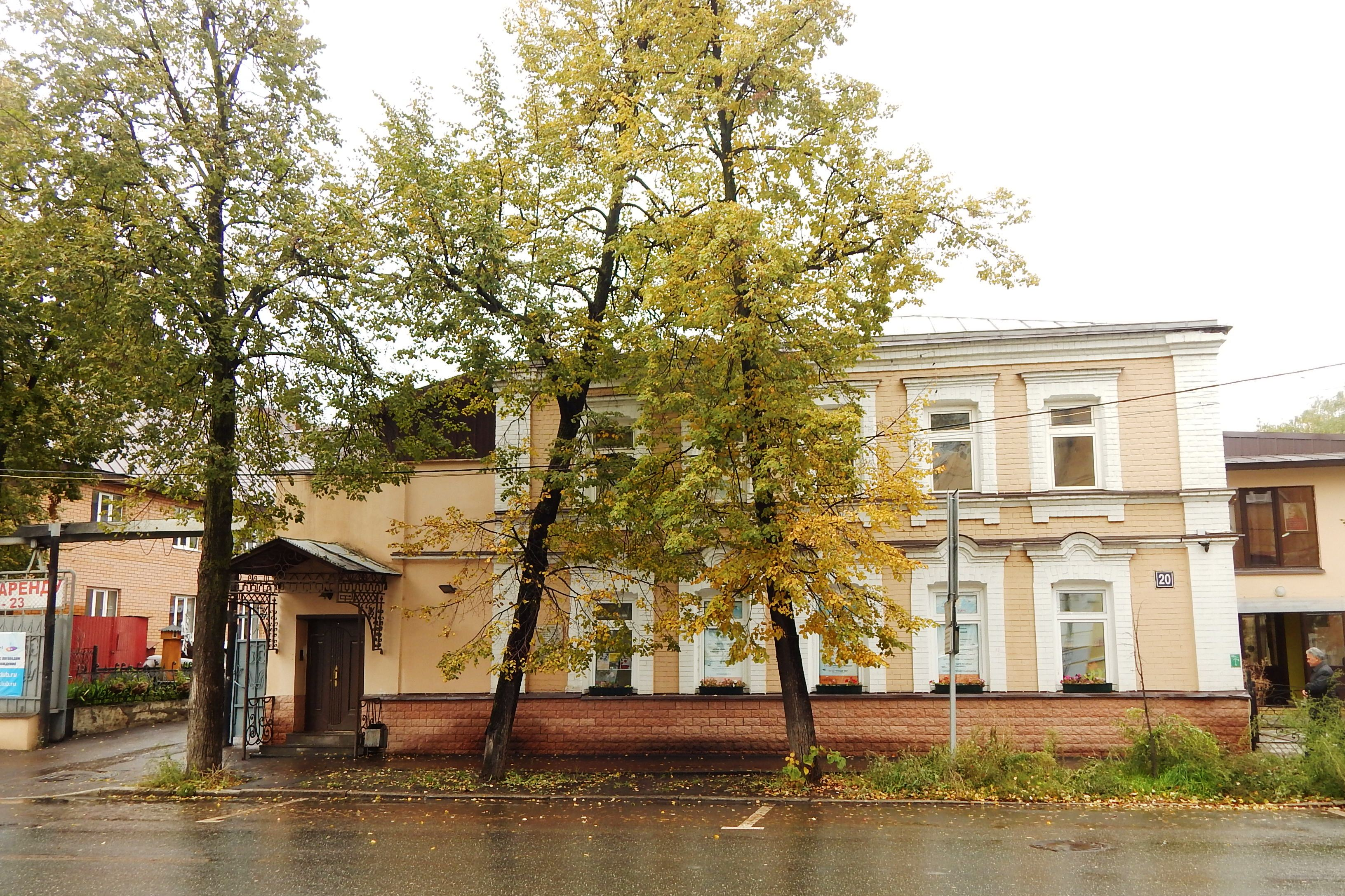
дом № 20
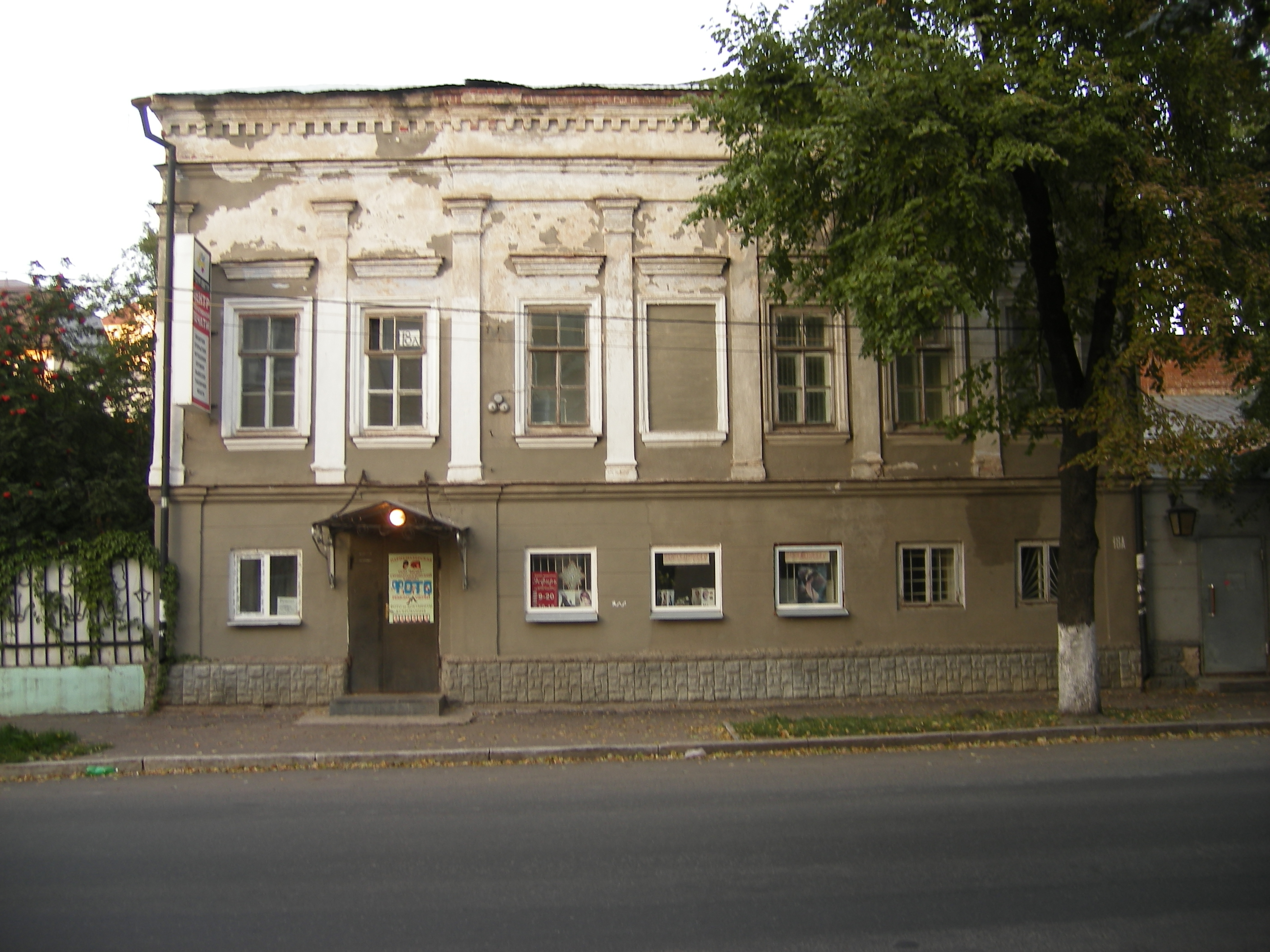
дом № 18а